# Olga Sergejewna Pawlischtschewa

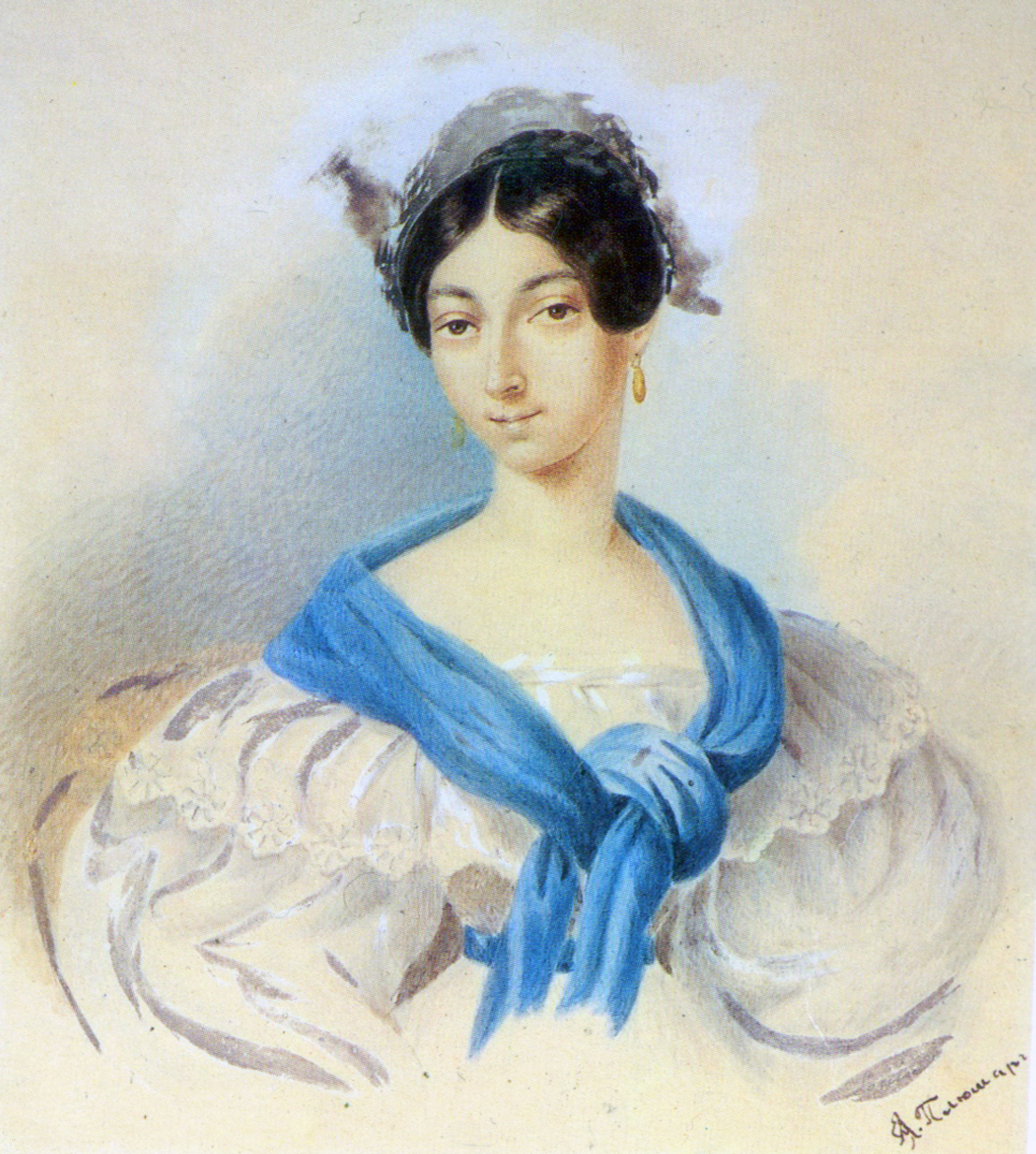
Olga Sergejewna Pawlischtschewa,
um 1835 porträtiert von Eugène Pluchart

Olga Sergejewna Pawlischtschewa (russisch Ольга Сергеевна Павлищева; * 20. Novemberjul. / 1. Dezember 1797greg. in Sankt Petersburg; † 2. Maijul. / 14. Mai 1868greg. ebenda) war die Schwester Alexander Puschkins.
Olga war das erste Kind des Ehepaares Nadeschda und Sergei Puschkin. Am 27. Januar 1828 heiratete sie heimlich den Adligen Nikolai Iwanowitsch Pawlischtschew, Sohn eines Obersts aus dem Gouvernement Jekaterinoslaw. Die Eltern konnten sich mit dem Schwiegersohn, einem Absolventen der Eliteschule Lyzeum Zarskoje Selo, nur peu à peu anfreunden. Wassili Schukowski bezog sich auf diese Begebenheit eine Woche später in einem Brief an seine Nichte Alexandra Wojeikowa: Olga habe ihren Bruder Alexander gebeten, den Eltern von der Hochzeit zu erzählen. Puschkin, der zu der älteren Schwester seit Kindertagen ein herzliches Verhältnis gehabt hatte, habe allen ob der Überraschung aufwallenden Unmut unterdrückt und sei dem Wunsch umgehend nachgekommen. Der Vater sei vor Schreck zunächst erkrankt, doch man habe sich inzwischen vertragen. 
Pawlischtschew brachte es später bis zum Hofmarschall (= 3. Rang in der Beamtenhierarchie).
Pawel Annenkow verwendete Aufzeichnungen des Ehepaares Pawlischtschew zur Familiengeschichte der Puschkins, die ersten Jahre des 19. Jahrhunderts betreffend, 1851 in seiner Puschkin-Biographie.
Olga Pawlischtschewa wurde auf dem Petersburger Neujungfrauen-Friedhof beerdigt. Um 1935 wurden ihre sterblichen Überreste auf den Tichwiner Friedhof überführt.
Puschkin hat seiner Schwester Olga drei Gedichte zugeeignet.
- 1814: К сестре (An die Schwester),
- 1819: Позволь душе моей открыться пред тобою (Lass mich meine Seele vor dir ausbreiten!),
- 1825: Семейственной любви и нежной дружбы ради (Auf die zärtliche Geschwisterliebe!).